# Elizabeth Lomax
Elizabeth Lomax (22 de febrero de 1810 – 16 de marzo de 1895) fue una botánica inglesa cuyo herbario está resguardado en Mánchester.